# NAVO-tunnel
De NAVO-tunnel is een autowegtunnel gelegen in de Belgische hoofdstad Brussel. De tunnel maakt deel uit van de A201, bevat twee kokers (één per rijrichting), is uitgevoerd met 2x2 rijstroken en voert de autoweg onder twee rotondes, de tramsporen van de toekomstige Luchthaventram en het bijhorende tram- en busknooppunt. De tunnel is genoemd naar de NAVO omdat het NAVO-hoofdkwartier zich daar bevindt.

## Geschiedenis
De aanleg begon op 31 mei 2010 en de tunnel werd vanaf 15 oktober 2012 in gebruik genomen. Bovengronds werden de werken pas eind januari 2013 afgerond.
Annie Cordytunnel · Baljuwtunnel · Belliardtunnel · Boileautunnel · Deltatunnel · Georges Henritunnel · Hallepoorttunnel · Jubelparktunnel ·Koninginnetunnel · Kortenbergtunnel · Kruidtuintunnel · Kunst-Wettunnel · Louizatunnel · Madoutunnel · Montgomerytunnel · Naamsepoorttunnel · NAVO-tunnel · Pachecotunnel · Reyerstunnel · Rogiertunnel · Stefaniatunnel · Tervurentunnel · Troontunnel · Van Praettunnel · Vleurgattunnel · Wettunnel · Woluwetunnel